# USS Fieberling (DE-640)
USS Fieberling (DE-640) là một tàu hộ tống khu trục lớp Buckley được Hải quân Hoa Kỳ chế tạo trong Chiến tranh Thế giới thứ hai. Tên nó được đặt theo Đại úy Hải quân Langdon K. Fieberling (1910–1942), phi công thuộc Liên đội Ném ngư lôi VT-8 phục vụ cùng tàu sân bay Hornet (CV-8), đã tử trận trong Trận Midway ngày 4 tháng 6, 1942 và được truy tặng Huân chương Chữ thập Hải quân. Nó đã phục vụ cho đến khi chiến tranh kết thúc, xuất biên chế năm 1948 và bị tháo dỡ năm 1972. Fieberling được tặng thưởng một Ngôi sao Chiến trận do thành tích phục vụ trong Thế Chiến II.

## Thiết kế và chế tạo
Những chiếc thuộc lớp tàu hộ tống khu trục Buckley có chiều dài chung 306 ft (93 m), mạn tàu rộng 37 ft 1 in (11,30 m) và độ sâu mớn nước khi đầy tải là 11 ft 3 in (3,43 m). Chúng có trọng lượng choán nước tiêu chuẩn 1.400 tấn Anh (1.400 t); và lên đến 1.740 tấn Anh (1.770 t) khi đầy tải. Hệ thống động lực bao gồm hai turbine hơi nước General Electric công suất 13.500 mã lực (10.100 kW), dẫn động hai máy phát điện công suất 9.200 kilôwatt (12.300 hp) để vận hành hai trục chân vịt;  công suất 12.000 hp (8.900 kW) cho phép đạt được tốc độ tối đa 23 kn (26 mph; 43 km/h), và có dự trữ hành trình 6.000 nmi (6.900 mi; 11.000 km) khi di chuyển ở vận tốc đường trường 12 kn (14 mph; 22 km/h).
Vũ khí trang bị bao gồm ba pháo 3 in (76 mm)/50 cal trên tháp pháo nòng đơn có thể đối hạm hoặc phòng không, một khẩu đội 1,1 inch/75 caliber bốn nòng và tám pháo phòng không Oerlikon 20 mm. Vũ khí chống ngầm bao gồm một dàn súng cối chống tàu ngầm Hedgehog Mk. 10 (có 24 nòng và mang theo 144 quả đạn); hai đường ray Mk. 9 và tám máy phóng K3 Mk. 6 để thả mìn sâu. Khác biệt đáng kể so với lớp Evarts dẫn trước là chúng có thêm ba ống phóng ngư lôi Mark 15 21 inch (533 mm). Thủy thủ đoàn đầy đủ bao gồm 186 sĩ quan và thủy thủ.
Fieberling được đặt lườn tại xưởng tàu của hãng Bethlehem Steel Corporation tại San Francisco, California vào ngày 19 tháng 3, 1944. Nó được hạ thủy vào ngày 2 tháng 4, 1943; được đỡ đầu bởi bà C. A. Fieberling, mẹ Đại úy Fieberling, và nhập biên chế vào ngày 11 tháng 4, 1944 dưới quyền chỉ huy của Hạm trưởng, Thiếu tá Hải quân Edward Earle Lull.

## Lịch sử hoạt động
Sau khi hoàn tất chuyến đi chạy thử máy huấn luyện ngoài khơi bờ biển California, Fieberling đi đến Trân Châu Cảng vào ngày 27 tháng 6, 1944, nơi nó hộ tống một đoàn tàu vận tải đi sang Eniwetok. Cho đến ngày 3 tháng 9, nó đã thực hiện tổng cộng ba chuyến đi hộ tống vận tải như vậy, trong giai đoạn mà phe Đồng Minh tập trung lực lượng cho Chiến dịch quần đảo Mariana. Nó lên đường hướng sang đảo Manus vào ngày 8 tháng 9 và đến nơi vào ngày 27 tháng 9. Cho đến ngày 15 tháng 12, nó làm nhiệm vụ hộ tống và tìm kiếm-giải cứu tại khu vực vịnh Purvis tại đảo Florida thuộc quần đảo Solomon, rồi phục vụ như tàu trạm tại Funafuti cho đến ngày 17 tháng 2, 1945.
Fieberling huấn luyện thực hành đổ bộ tại Guadalcanal trước khi đi đến Ulithi vào ngày 21 tháng 3, nơi nó chất tải tiếp liệu và đạn được nhằm chuẩn bị cho cuộc đổ bộ lên Okinawa. Nó đi đến ngoài khơi hòn đảo vào ngày 31 tháng 3, bắn pháo hỗ trợ cho cuộc đổ bộ chính diễn ra vào ngày hôm sau, rồi phục vụ tuần tra chống tàu ngầm ngoài khơi hòn đảo. Nó bị hư hại trong một cuộc không kích của đối phương vào ngày 6 tháng 4, nhưng vẫn tiếp tục hộ tống một đoàn gồm các tàu vận tải rỗng đi đến Saipan từ ngày 9 đến ngày 29 tháng 4. Quay trở lại Okinawa, nó phục vụ tuần tra, hộ tống và cột mốc canh phòng radar cho đến ngày 28 tháng 6.
Sau đó Fieberling hoạt động hộ tống vận tải cho tàu bè đi lại giữa Okinawa với Guam và Saipan cho đến ngày 22 tháng 10, khi nó lên đường cùng một đoàn tàu khởi hành từ Saipan để hướng sang Nhật Bản. Nó quay trở về Portland, Oregon vào ngày 22 tháng 11, và sau khi được đại tu đã khởi hành từ San Diego, California vào ngày 15 tháng 3, 1946 để làm nhiệm vụ chiếm đóng dọc bờ biển Trung Quốc. Quay trở về San Diego vào ngày 13 tháng 8, con tàu tiếp tục hoạt động dọc theo vùng bờ Tây và quần đảo Hawaii, tiến hành thử nghiệm những thiết bị mới, cho đến khi được cho xuất biên chế vào ngày 13 tháng 3, 1948 và đưa về thành phần dự bị tại San Diego.
Tên nó được cho rút khỏi danh sách Đăng bạ Hải quân vào ngày 1 tháng 3, 1972, và con tàu bị bán để tháo dỡ vào ngày 20 tháng 11, 1972.

## Phần thưởng
Fieberling được tặng thưởng một Ngôi sao Chiến trận do thành tích phục vụ trong Thế Chiến II.
|             |  |  |
| Bronze star |  |  |

| Huân chương Chiến dịch Hoa Kỳ                                           |                                      |                                         |
| Huân chương Chiến dịch Châu Á-Thái Bình Dương với 1 Ngôi sao Chiến trận | Huân chương Chiến thắng Thế Chiến II | Huân chương Phục vụ Chiếm đóng Hải quân |